# Belgia na Zimowych Igrzyskach Paraolimpijskich 2006
Reprezentacja Belgii na Zimowych Igrzyskach Paraolimpijskich 2006 liczyła 1 sportowca.

## Reprezentanci Belgii

### Narciarstwo alpejskie
- Natasha de Troyer

## Medale

### Złote medale
brak

### Srebrne medale
brak

### Brązowe medale
brak